# Chiesa cattolica in Sudafrica
La Chiesa cattolica in Sudafrica è parte della Chiesa cattolica universale in comunione con il vescovo di Roma, il papa.

## Storia
La Chiesa cattolica in Sudafrica arriva agli inizi del XVI secolo: la prima chiesa è costruita nel 1501 a Mossel Bay. L'evangelizzazione del Paese prosegue con i protestanti, che tuttavia impediscono l'entrata di missionari cattolici. Nel 1804 viene concessa la libertà religiosa ed arrivano i primi missionari cattolici olandesi. Nel 1850 vengono fondati i vicariati apostolici del Natal, affidato agli oblati di Maria Immacolata, e di Durban. Nel 1951 è istituita la gerarchia cattolica: è del 1965 il primo cardinale sudafricano. Nel 1995 papa Giovanni Paolo II compie la visita pastorale alla Chiesa cattolica in Sudafrica.

## Organizzazione ecclesiastica
La Chiesa cattolica è presente sul territorio con 5 sedi metropolitane, 20 diocesi suffraganee, 1 vicariato apostolico e 1 ordinariato militare:
- l'arcidiocesi di Bloemfontein, da cui dipendono le diocesi di: Bethlehem, Keimoes-Upington, Kimberley, Kroonstad;
- l'arcidiocesi di Città del Capo, da cui dipendono le diocesi di: Aliwal, De Aar, Oudtshoorn, Port Elizabeth, Queenstown;
- l'arcidiocesi di Durban, da cui dipendono le diocesi di: Dundee, Eshowe, Kokstad, Mariannhill, Umtata, Umzimkulu;
- l'arcidiocesi di Johannesburg, da cui dipendono le diocesi di: Klerksdorp, Witbank; da Johannesburg dipende anche la diocesi di Manzini in Swaziland;
- l'arcidiocesi di Pretoria, da cui dipendono le diocesi di: Polokwane, Rustenburg, Tzaneen; da Pretoria dipendono anche le diocesi di Gaborone e di Francistown in Botswana;
- il vicariato apostolico di Ingwavuma, immediatamente soggetto alla Santa Sede;
- l'ordinariato militare in Sudafrica.

## Statistiche
Alla fine del 2004 la Chiesa cattolica in Sudafrica contava:
- 732 parrocchie;
- 1088 preti;
- 2614 suore religiose;
- 638 istituti scolastici;
- 323 istituti di beneficenza.

La popolazione cattolica ammontava a 3.109.832 cristiani, pari al 6,39% della popolazione.

## Nunziatura apostolica
La delegazione apostolica dell'Africa Meridionale fu istituita il 7 dicembre 1922 con il breve De more Romanorum di papa Pio XI; aveva giurisdizione sulle seguenti regioni: Colonia del Capo, Natal, Orange e Transvaal, che nel 1910 avevano dato origine all'Unione sudafricana, l'Africa del Sud-Ovest (già colonia dell'Africa Tedesca del Sud-Ovest), il Basutoland e Bechuanaland. Nel 1935 assunse il nome di delegazione apostolica del Sudafrica.
Il 5 marzo 1994 la delegazione è stata elevata al rango di nunziatura apostolica con il breve Ad firmiores magisque di papa Giovanni Paolo II. Sede del Nunzio è la città di Pretoria. Il nunzio apostolico esercita gli incarichi anche di nunzio in Namibia, Botswana, eSwatini e Lesotho.

### Delegati apostolici
- Bernard Gijlswijk, O.P., arcivescovo titolare di Eucaita (2 dicembre 1922 - 22 dicembre 1944 deceduto)
- Martin Lucas, S.V.D., arcivescovo titolare di Aduli (14 settembre 1945 - 3 dicembre 1952 nominato internunzio apostolico in India)
- Celestine Joseph Damiano, arcivescovo titolare di Nicopoli di Epiro (27 novembre 1952 - 24 gennaio 1960 nominato vescovo di Camden)
- Joseph Francis McGeough, arcivescovo titolare di Emesa (17 settembre 1960 - 8 luglio 1967 nominato nunzio apostolico in Irlanda)
- John Gordon, arcivescovo titolare di Nicopoli al Nesto (19 agosto 1967 - 11 agosto 1971 nominato pro-nunzio apostolico in India)
- Alfredo Poledrini, arcivescovo titolare di Vazari (20 settembre 1971 - 18 settembre 1978 dimesso)
- Edward Idris Cassidy, arcivescovo titolare di Amanzia (25 marzo 1979 - 6 novembre 1984 nominato pro-nunzio apostolico nei Paesi Bassi)
- Joseph Mees, arcivescovo titolare di Ypres (19 gennaio 1985 - ottobre 1987 dimesso)
- Ambrose Battista De Paoli, arcivescovo titolare di Lares (6 febbraio 1988 - 25 giugno 1994 nominato nunzio apostolico)

### Nunzi apostolici
- Ambrose Battista De Paoli, arcivescovo titolare di Lares (25 giugno 1994 - 11 novembre 1997 nominato nunzio apostolico in Giappone)
- Manuel Monteiro de Castro, arcivescovo titolare di Benevento (2 febbraio 1998 - 1º marzo 2000 nominato nunzio apostolico in Spagna e Andorra)
- Blasco Francisco Collaço, arcivescovo titolare di Ottava (24 maggio 2000 - 17 agosto 2006 ritirato)
- James Patrick Green, arcivescovo titolare di Altino (17 agosto 2006 -  15 ottobre 2011 nominato nunzio apostolico in Perù)
- Mario Roberto Cassari, arcivescovo titolare di Tronto (10 marzo 2012 - 22 maggio 2015 nominato nunzio apostolico a Malta)
- Peter Bryan Wells, arcivescovo titolare di Marcianopoli (9 febbraio 2016 - 8 febbraio 2023 nominato nunzio apostolico in Thailandia e Cambogia e delegato apostolico in Laos)
- Henryk Mieczysław Jagodziński, arcivescovo titolare di Limosano, dal 16 aprile 2024[1]

## Conferenza episcopale
L'episcopato del Sudafrica fa parte della Conferenza dei vescovi cattolici dell'Africa Meridionale (The Southern African Catholic Bishops' Conference, SACBC), cui aderiscono anche i vescovi di eSwatini e del Botswana. Obiettivo della SACBC è di promuovere, in uno spirito di comunione ecclesiale, le vocazioni sacerdotali e religiose; la formazione apostolica e pastorale del clero, dei religiosi e dei laici; le attività missionarie, catechetiche, liturgiche; l'apostolato dei laici; il benessere e la giustizia sociale del Paese. Gli statuti della Conferenza sono stati approvati dalla Santa Sede il 6 maggio 1981.
La SACBC è membro della Inter-Regional Meeting of Bishops of Southern Africa (IMBISA) e del Symposium of Episcopal Conferences of Africa and Madagascar (SECAM).
Elenco dei presidenti della Conferenza episcopale:
- Celestine Joseph Damiano, delegato apostolico del Sudafrica (1958 - 1960)
- Joseph Francis McGeough, delegato apostolico del Sudafrica (1960 - 1967)
- Owen McCann, cardinale arcivescovo di Città del Capo (1967 - 1974)
- Joseph Patrick Fitzgerald, arcivescovo di Bloemfontein e poi di Johannesburg (1974 - 1981)
- Denis Eugene Hurley, arcivescovo di Durban (1981 - 1987)
- Wilfrid Fox Napier, vescovo di Kokstad e poi arcivescovo di Durban (1987 - 1993)
- Louis Ncamiso Ndlovu, vescovo di Manzini (1993 - 1999)
- Wilfrid Fox Napier, cardinale arcivescovo di Durban (2000 - novembre 2008)
- Buti Joseph Tlhagale, arcivescovo di Johannesburg (novembre 2008 - ottobre 2011)
- Stephen Brislin, arcivescovo di Città del Capo (ottobre 2011 - febbraio 2019)
- Sithembele Anton Sipuka, vescovo di Umtata (febbraio 2019 - gennaio 2025)
- Stephen Brislin, cardinale arcivescovo di Città del Capo, dal gennaio 2025

Elenco dei vicepresidenti della Conferenza episcopale:
- Jabulani Adatus Nxumalo, O.M.I., arcivescovo di Bloemfontein (ottobre 2010 – 28 gennaio 2016)
- Valentine Tsamma Seane, vescovo di Gaborone (28 gennaio 2016 - febbraio 2018)
- Sithembele Anton Sipuka, vescovo di Gaborone (28 gennaio 2016 - febbraio 2019)
- Dabula Anthony Mpako, arcivescovo di Pretoria (febbraio 2019 - gennaio 2025)
- Zolile Peter Mpambani, S.C.I., arcivescovo di Bloemfontein, dal gennaio 2025

Elenco dei secondi vicepresidenti della Conferenza episcopale:
- Sithembele Anton Sipuka, vescovo di Umtata (ottobre 2010 - 28 gennaio 2016)
- Thomas Graham Rose, vescovo di Dundee (febbraio 2019 - gennaio 2025)
- Mandla Siegfried Jwara, C.M.M., arcivescovo di Durban, dal gennaio 2025

Elenco dei segretari generali della Conferenza episcopale:
- Presbitero Vincent Brennan, S.M.A., (? - marzo 2012)
- Suor Hermenegild Makoro, C.P.S. (marzo 2012 - 1º ottobre 2020)
- Suor Tshifhiwa Munzhedzi, O.P., dal 1º ottobre 2020